# Condado de Pine
O Condado de Pine é um dos 87 condados do estado americano de Minnesota. A sede do condado é Pine City, e sua maior cidade é Pine City. O condado possui uma área de 3 716 km² (dos quais 61 km² estão cobertos por água), uma população de 26 530 habitantes, e uma densidade populacional de 7 hab/km² (segundo o censo nacional de 2000). O condado foi fundado em 1856.